# Hormurus litodactylus
Espèce
Synonymes
- Liocheles litodactylus Monod & Volschenk, 2004

Hormurus litodactylus est une espèce de scorpions de la famille des Hormuridae.

## Distribution
Cette espèce est endémique du Queensland en Australie. Elle se rencontre dans les Thornton Uplands.

## Description
Le mâle holotype mesure 46,5 mm et la femelle 53,0 mm.

## Systématique et taxinomie
Cette espèce a été décrite sous le protonyme Liocheles litodactylus par Monod et Volschenk en 2004. Elle est placée dans le genre Hormurus par Monod et Prendini en 2015.

## Publication originale
- Monod & Volschenk, 2004 : Liocheles litodactylus (Scorpiones: Liochelidae): an unusual new Liocheles species from the Australian Wet Tropics (Queensland). Memoirs of the Queensland Museum, vol. 49, no 2, p. 675-690 (texte intégral).